# Miniaturisation des satellites
Pour les articles homonymes, voir Minisatellite.

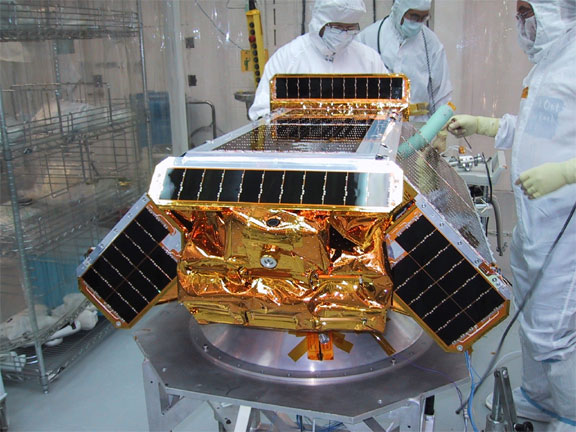
Microsatellite CHIPSat.

La miniaturisation des satellites regroupe les problématiques associées à la réduction de la masse des satellites artificiels et des sondes spatiales. L'objectif de cette réduction de poids est de permettre l'abaissement des coûts de lancement qui constituent un poste budgétaire très important et qui sont à peu près proportionnels à la masse des objets spatiaux. Il s'agit également de diminuer l'énergie consommée dont la production peut mobiliser jusqu'à 30 % de la masse d'un engin spatial. La miniaturisation bénéficie des progrès dans le domaine de l'électronique et de la production d'énergie dans l'espace. Toutefois il reste difficile aujourd'hui de concevoir un engin performant au-dessous d'une masse comprise entre 100  et   200 kg.

## Définition du besoin
Le coût de lancement des satellites reste aujourd'hui très élevé et seuls les organismes nationaux ou les grandes entreprises disposent de budgets suffisamment importants pour accéder à l'espace. Le coût de la mise en orbite basse d'un kilogramme est en 2014 généralement compris entre 8 000  et   12 000 € (10 000  et   15 000 US$). La baisse des coûts de lancement promise par les nouveaux acteurs comme SpaceX reste en 2014 limitée. Une solution permettant d'abaisser les coûts de manière significative est donc la réduction de la masse des satellites. Les institutions disposant de budgets spatiaux importants (comme les services chargés de la reconnaissance militaire aux États-Unis) sont également intéressés par la mise à disposition de petits satellites permettant d'assurer des missions ponctuelles et ciblées ne justifiant pas le lancement ou la mobilisation de "gros satellites". Enfin dans le domaine de l'exploration du système solaire, la masse d'une sonde spatiale est un paramètre qui influe de manière importante sur les coûts de la mission car l'engin spatial doit être fortement accéléré pour atteindre la plupart des planètes, a fortiori lorsqu'il doit se placer en orbite autour de celles-ci.

## Classification des petits satellites
Les satellites directement concernés par la miniaturisation sont rangés dans plusieurs catégories en fonction de leur masse (masse à sec c'est-à-dire sans les ergols). Ce découpage n'est pas normalisé et les institutions spatiales fixent des bornes différentes pour les catégories les plus lourdes (micro- et minisatellites) :
- Femtosatellite : masse < 100 g.
- Picosatellite : masse < 1 kg
- Nanosatellite : masse < 10 kg (CubeSat)
- Microsatellite : masse < 100–150 kg (NASA < 100 kg)
- Minisatellite : masse < 500 kg (NASA small satellite < 180 kg).

## Évolution du marché des satellites
Au cours de la décennie 2010 la miniaturisation des satellites est devenu un phénomène majeur du marché. En 2013, environ 60 % des satellites lancés avaient une masse inférieure à 600 kg et parmi ceux-ci 83 % pesaient moins de 200 kg et 37 % étaient des nanosatellites. Sur les 1 282 placés en orbite en 2020, 94 % avaient une masse inférieure à 600 kg et parmi ceux-ci 28 % pesaient moins de 200 kg et 9 % étaient des nanosatellites.
- Les minisatellites (100 à 180 kg) ont démontré leurs capacités pour des missions scientifiques et sont désormais majoritaires sur l'orbite basse (2021). Ils sont désormais capables de mener des missions complexes, disposent souvent d'un système de propulsion et peuvent produire une  quantité d'énergie notable  tout en pouvant maintenir un pointage précis de leurs instruments. Plusieurs fabricants (Surrey Satellite Technology, Ball Aerospace, Space Flight Laboratory...) fournissent des plateformes adaptées à cette taille qui peuvent maintenir une précision de pointage de quelques dixièmes de degré et produire de 100 Watts à 200 Watts[3].
- La catégorie des microsatellites (10-100 kg) qui comprend les CubeSats de plus de 3U comprend notamment des engins spatiaux destinés à valider dans l'espace de nouvelles technologies. En 2020 29 tirs ont placés en orbite basse des CubeSats 6U (environ 12 kg) destinés à tester de nouvelles technologies ou faisant partie de constellations commerciales (images, internet des objets, données météorologiques...)[4].

## Axes de recherche

### Propulsion
À l'horizon 2020, l'industrie devrait disposer de systèmes de propulsion électrique ou chimique adaptés à la taille réduite des microsatellites.

### Énergie
Les panneaux solaires de dernière génération (triple jonction) ont un rendement de 29 à 30 % tandis que dans les laboratoires on approche des 38 %. Ces progrès permettent de réduire la masse nécessaire pour produire une quantité d'électricité donnée. Un nanosatellite de type CubeSat (cube de 10 cm de côté) peut disposer de 50 watts avec les technologies actuelles. Les cellules solaires flexibles en cours de développement permettant d'adapter plus facilement la forme des panneaux solaires à de petites structures au prix d'un rendement moindre (10 à 20 % en 2018). Un satellite a besoin de batteries pour pouvoir fonctionner durant les éclipses ou faire face aux pics de consommation électrique qui dépassent ce que peuvent fournir les cellules solaires. Les technologies les plus adaptées à la petite taille des satellites sont les batteries lithium-ion à la fois compactes et légères (100 Wh/kg et 250 Wh/dm3 contre 24–35 Wh/kg et 10–80 Wh/dm3 pour les batteries nickel-cadmium) qui présentent toutefois l'inconvénient de supporter un nombre de cycles de décharge/recharge limité à 400 (décharge de 50 %) contre 50 000 cycles avec une décharge de 25 % pour les batteries nickel-cadmium). De nouvelles techniques de production et de conservation de l'énergie sont à l'étude. Les piles à combustibles nécessitent une réduction de leur volume et de leur masse pour pouvoir être embarquées à bord de petits satellites. La miniaturisation d'un générateur Stirling à radioisotope (Small Radioisotope Power System ou SRPS) est également à l'étude dans le centre de recherche Glenn de la NASA.

### Contrôle d'attitude
La miniaturisation des composants intervenant dans le contrôle d'attitude permet en 2014 d'obtenir une précision de 0,1° sur les mini et microsatellites. Pour les satellites de taille plus réduite la précision est de l'ordre de 2°. On ne dispose pas actuellement de propulseurs adaptés au maintien de l'orientation pour l'ensemble de la catégorie de satellites.

### Contrôle thermique
À cause de leur masse, les systèmes de contrôle thermiques actifs sont encore limités à certains composants très sensibles comme les batteries. L'utilisation de MEMS et d'autres composants à l'échelle nanométrique pourrait à terme permettre la généralisation de ces dispositifs.

### Télécommunications
Les recherches dans le domaine des télécommunications portent sur l'utilisation du laser et le déploiement d'antennes à grand gain sur les plus petits satellites. Il n'existe pas en 2014 de solutions satisfaisantes pour les sondes spatiales de petite taille qui seraient envoyés à grande distance de la Terre.

## Mise en œuvre

### PROCYON: mini sonde spatiale (2014)
L'agence spatiale japonaise, la JAXA, a lancé en 2014 un prototype de sonde spatiale miniaturisée. PROCYON d'une masse de 65 kilogrammes est stabilisée 3 axes et dispose d'un système propulsif utilisant un moteur ionique. Celui-ci fournit un delta-V de 250 m/s lui permettant de corriger sa trajectoire. Le système de télécommunications embarqué permet d'assurer des liaisons radio à grande distance. La charge utile est constituée par une caméra. PROCYON devait survoler l'astéroïde binaire 2000 DP107 et collecter des observations. La sonde spatiale a été victime d'une panne de son système de propulsion avant d'atteindre l'astéroïde. Le déroulement de la mission a permis tout de même de démontrer l'efficacité de sa propulsion miniaturisé ainsi que de son système de communications à grande distance.

### La plateforme ANGELS pour nano-satellites du CNES
Le CNES a lancé en 2017 le développement d'une plateforme modulaire pour des satellites ayant une charge utile opérationnelle et de format CubeSat 6U à 27U (12 à 45 kg) avec une durée de vie de 4 à 5 ans. Une première application est constituée par le satellite ANGELS emportant une charge utile Argos de 2,5 kg.
ANGELS est le premier nano-satellite français développé par l'entreprise Hemeria en collaboration avec le CNES. Le satellite a été mis en orbite le 18/12/19 par le lanceur Soyouz . Deux ans après sa mise en orbite, il fait preuve de ses capacités : il est cinq fois plus performant et dix fois plus petit que ses prédécesseurs .

### Développement du nano-satellite EyeSat au CNES
EyeSat est un exemple de nano-satellite développé dans le cadre d'un projet pédagogique. C'est un CubeSat 3U dont les dimensions sont 34×10×10 cm3. Environ 250 stagiaires du CNES ont contribué à la mise au point du nano-satellite expérimental.
Le but est d'intégrer un télescope au sein d'EyeSat pour observer la lumière zodiacale. Ce projet a également un objectif pédagogique puisqu'il permet aux étudiants de travailler sur les technologies spatiales.
Le satellite a été lancé le 18 décembre 2019 depuis le Centre spatial guyanais par un lanceur Soyouz et transmet des images de la Voie Lactée.

### Les CubeSats lunaires de la missionExploration Mission 1(2020)
13 CubeSats 6U, embarqués en tant que charge utile secondaire, doivent être placés dans l'espace interplanétaire par la fusée Space Launch System dans le cadre de la mission Exploration Mission 1 de la NASA planifiée en 2020. Parmi ces nano-satellites figurent plusieurs engins prenant en charge pour la première fois des missions dévolues habituellement à des sondes spatiales "lourdes" :
- Lunar IceCube est un CubeSat 6U de la NASA qui sera le premier satellite de cette taille embarquant un moteur ionique. Celui-ci d'une poussée d'un milliNewton a une impulsion spécifique de 2 130 secondes et utilise comme ergol de l'iodine. Le CubeSat emporte un spectromètre miniaturisé qui doit lui permettre d'analyser les volatiles à la surface de la Lune[17].
- Lunar Flashlight est un CubeSat 6U de la NASA qui doit se placer sur une orbite particulièrement basse autour de la Lune et utiliser un laser fonctionnant en proche infrarouge pour permettre à un spectromètre embarqué d'effectuer des mesures des volatiles (dont l'eau) présents dans les régions polaires restant en permanence à l'ombre[18].
- Lunar Polar Hydrogen Mapper est un CubeSat 6U de la NASA qui doit se placer sur une orbite basse autour de la Lune et utiliser un détecteur de neutrons à scintillation pour mesurer la proportion d'hydrogène présente dans la couche superficielle de la surface de la Lune et en déduire la proportion d'eau[19].
- Near-Earth Asteroid Scout est un CubeSat 6U de la NASA qui utilise une voile solaire pour effectuer un survol de l'astéroïde géocroiseur 1991 VG[20].
- OMOTENASHI est un CubeSat 6U développé par l'agence spatiale japonaise (JAXA) qui doit démontrer la faisabilité d'un atterrisseur lunaire de très petite taille. Pour se poser sur la Lune l'engin utilise un moteur à propergol solide de 6 kg et un airbag (vitesse d'atterrissage 60 m/s)[21].
- EQUULEUS est un CubeSat 6U développé conjointement par l'Université de Tokyo et l'agence spatiale japonaise (JAXA) qui doit mesurer la distribution du plasma dans l'environnement spatial de la Terre et valider l'utilisation de trajectoires à faible énergie pour se déplacer à proximité du point de Lagrange L2 du système Terre-Lune[21].

## Galerie

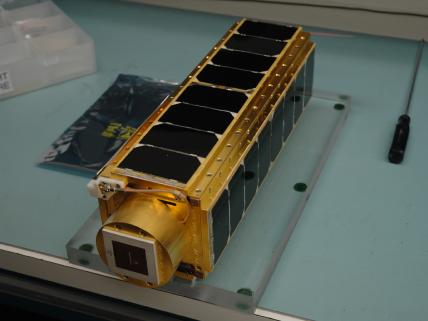
Nanosatellite : PharmaSat-1.
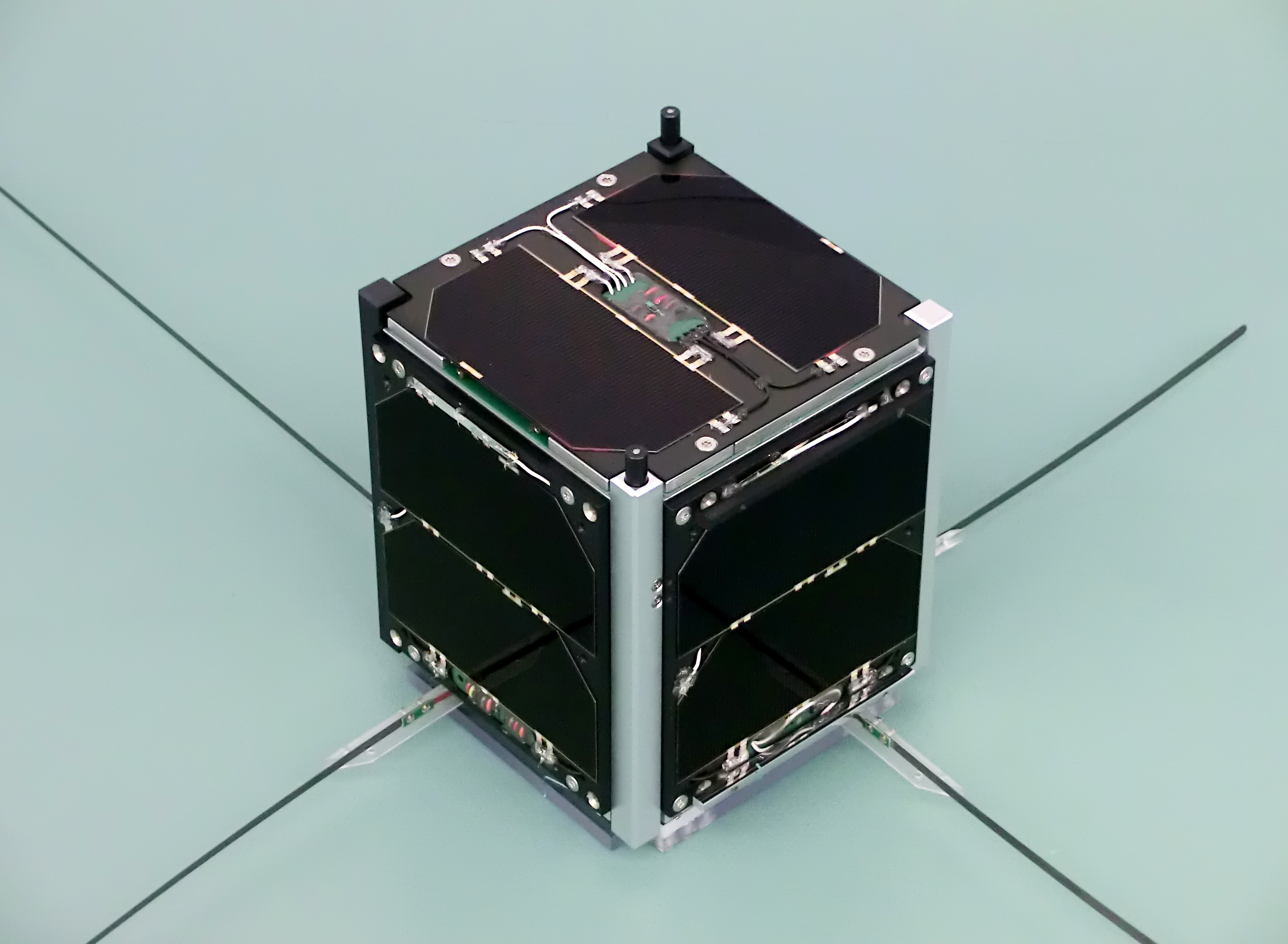
Picosatellite : FUNcube-1 (en).
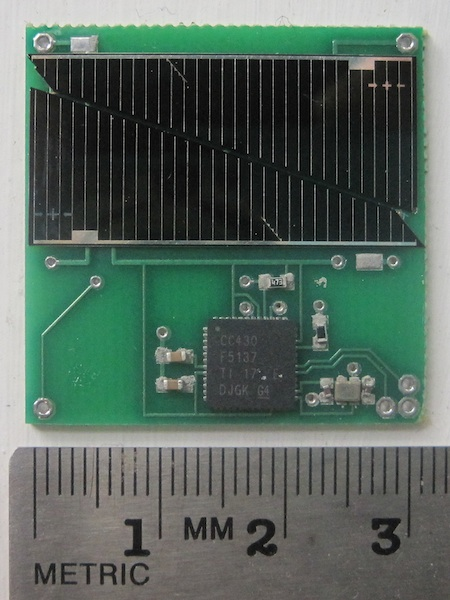
Femtosatellite : Sprite (en).